# 100 Greatest Britons

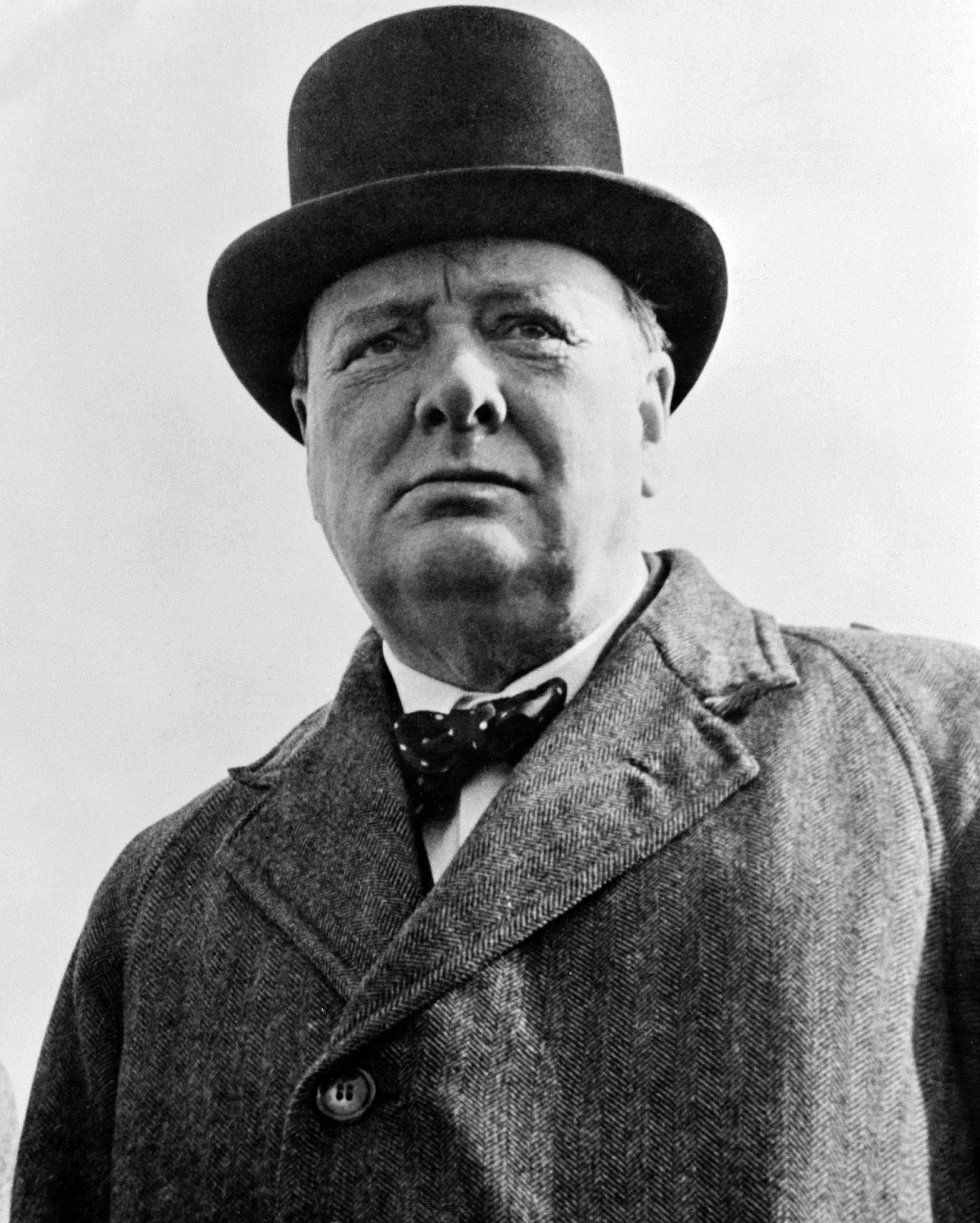
Winston Churchill (1874–1965), minister-president tijdens de Tweede Wereldoorlog.

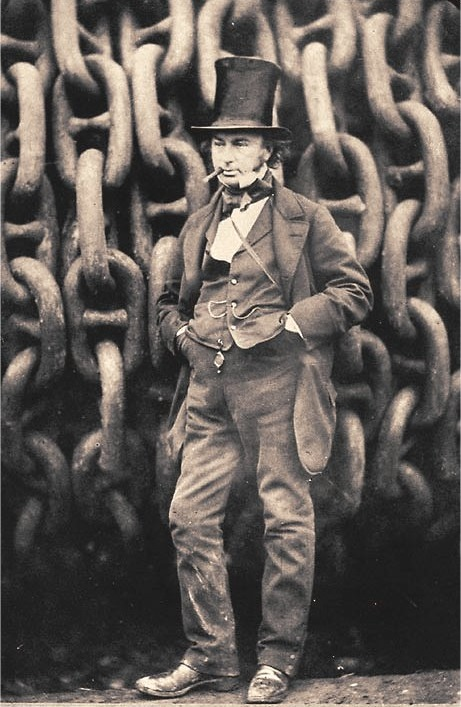
Isambard Kingdom Brunel (1806–1859), oprichter van de Great Western Railway.

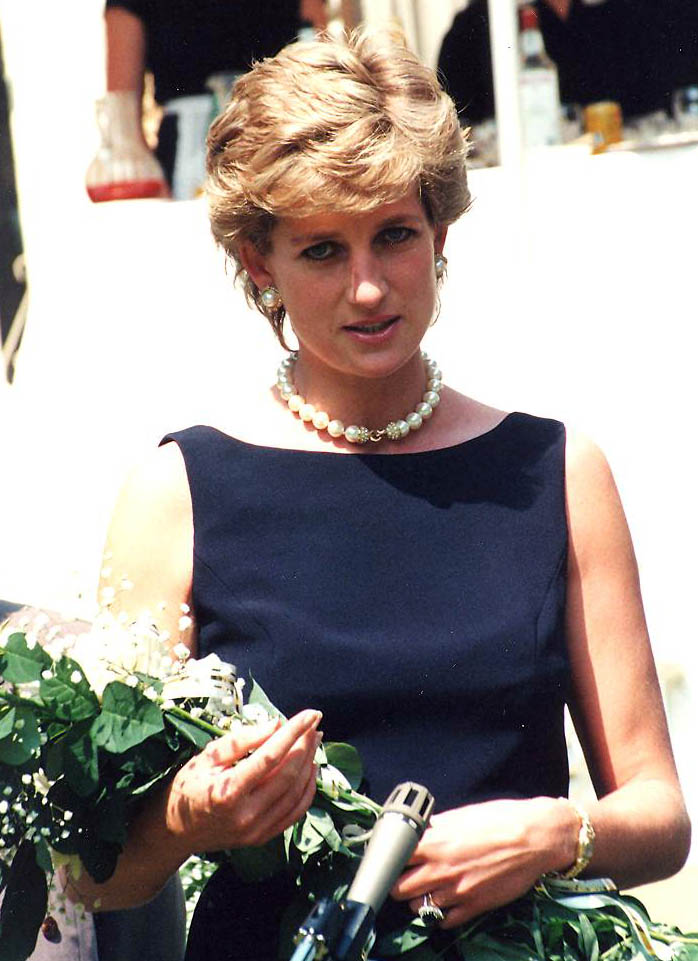
Diana Spencer (1961–1997), eerste echtgenote van de latere koning Charles III.

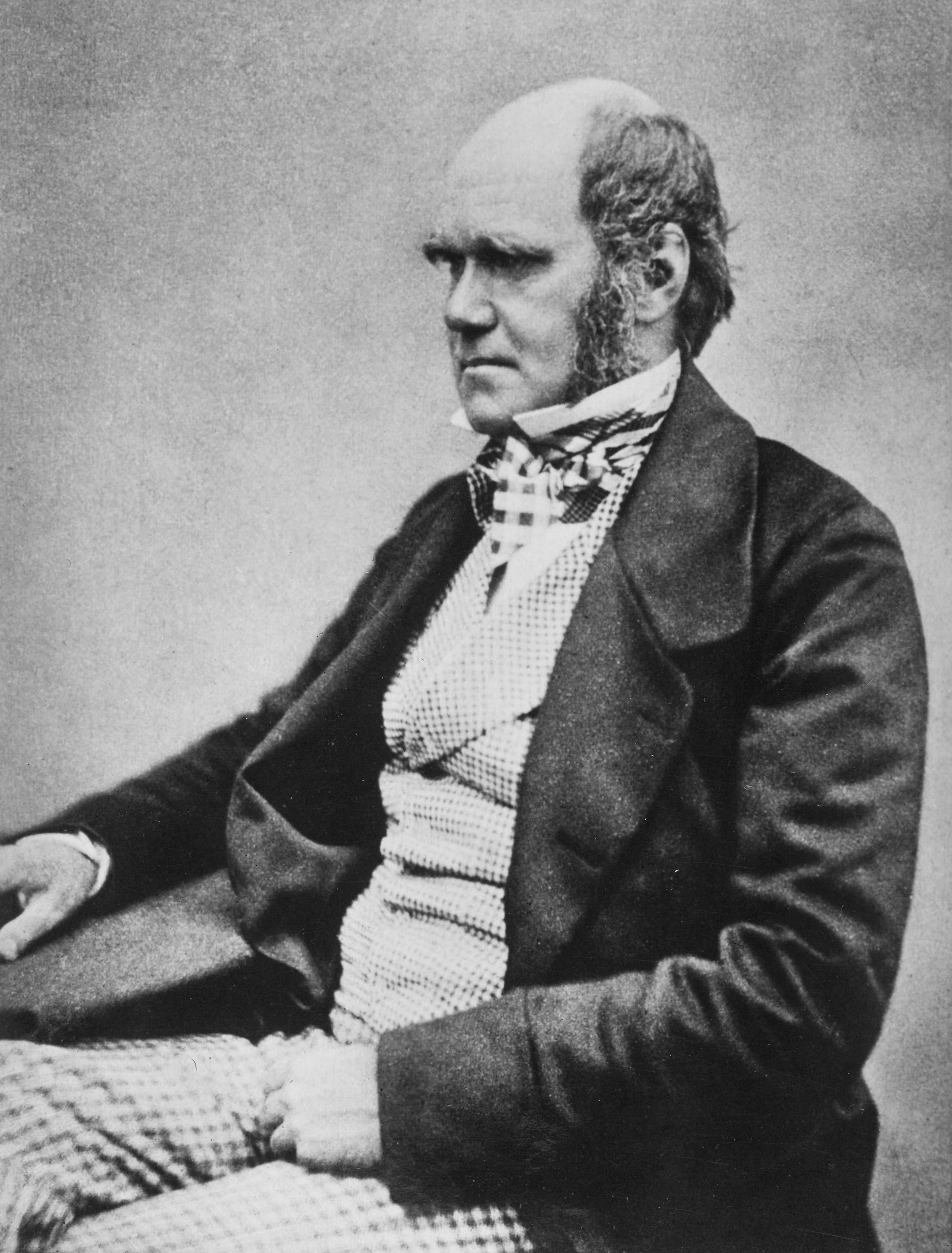
Charles Darwin (1809–1882), bedenker van de evolutietheorie.

100 Greatest Britons was een televisieprogramma van de BBC uit 2002 waarin een lijst van de honderd grootste Britten aller tijden werd gepresenteerd, gebaseerd op een opiniepeiling onder televisiekijkers in Groot-Brittannië en Noord-Ierland. Alle namen in de top 15 behoorden toe aan reeds overleden personen, met Margaret Thatcher (nr. 16) als grootste toen nog levende Brit.
De lijst bevatte ook twee Ieren, namelijk Bono en Bob Geldof, samen met James Connolly, een Iers nationalist die in 1916 door de Britten was neergeschoten. Ook Ernest Shackleton had Ierse voorouders. Een Schot (Alexander Fleming) en een Welshman (Owain Glyndŵr) raakten ook tot bij de 25 grootsten.
De top 10 werd uiteindelijk verkozen na een reeks programma's onder de titel Great Britons over de hoogst genoteerde kandidaten. De televisiereeks werd afgesloten met een debat.
Er werd ook een lijst opgesteld van de 100 Worst Britons.

## Lijst van de honderd beroemdste Britten
1. Winston Churchill
2. Isambard Kingdom Brunel
3. Diana Spencer
4. Charles Darwin
5. William Shakespeare
6. Isaac Newton
7. Koningin Elizabeth I
8. John Lennon
9. Horatio Nelson
10. Oliver Cromwell
11. Ernest Shackleton
12. James Cook
13. Robert Baden-Powell
14. Koning Alfred de Grote
15. Arthur Wellesley, hertog van Wellington
16. Margaret Thatcher
17. Michael Crawford
18. Koningin Victoria
19. Paul McCartney
20. Alexander Fleming
21. Alan Turing
22. Michael Faraday
23. Owain Glyndŵr
24. Koningin Elizabeth II
25. Stephen Hawking
26. William Tyndale
27. Emmeline Pankhurst
28. William Wilberforce
29. David Bowie
30. Guy Fawkes
31. Leonard Cheshire
32. Eric Morecambe
33. David Beckham
34. Thomas Paine
35. Boudicca
36. Steve Redgrave
37. Thomas More
38. William Blake
39. John Harrison
40. Koning Hendrik VIII
41. Charles Dickens
42. Frank Whittle
43. John Peel
44. John Logie Baird
45. Aneurin Bevan
46. Boy George
47. Douglas Bader
48. William Wallace
49. Francis Drake
50. John Wesley
51. Koning Arthur
52. Florence Nightingale
53. Thomas Edward Lawrence (Lawrence of Arabia)
54. Robert Falcon Scott
55. Enoch Powell
56. Cliff Richard
57. Alexander Graham Bell
58. Freddie Mercury
59. Julie Andrews
60. Edward Elgar
61. Elizabeth Bowes-Lyon, de koningin-moeder
62. George Harrison
63. David Attenborough
64. James Connolly
65. George Stephenson
66. Charlie Chaplin
67. Tony Blair
68. William Caxton
69. Bobby Moore
70. Jane Austen
71. William Booth
72. Koning Hendrik V
73. Aleister Crowley
74. Robert the Bruce (koning van Schotland)
75. Bob Geldof
76. De Onbekende Soldaat
77. Robbie Williams
78. Edward Jenner
79. David Lloyd George
80. Charles Babbage
81. Geoffrey Chaucer
82. Koning Richard III
83. Joanne Rowling
84. James Watt
85. Richard Branson
86. Bono
87. John Lydon (Johnny Rotten)
88. Bernard Montgomery
89. Donald Campbell
90. Koning Hendrik II
91. James Maxwell
92. J.R.R. Tolkien
93. Walter Raleigh
94. Koning Eduard I
95. Barnes Wallis
96. Richard Burton
97. Tony Benn
98. David Livingstone
99. Tim Berners-Lee
100. Marie Stopes

## Andere landen
| Land             | Jaar | Wedstrijd                                | Winnaar                       | Andere kandidaten               | Bijzonderheden |
| ---------------- | ---- | ---------------------------------------- | ----------------------------- | ------------------------------- | --- |
| Nederland        | 2004 | De grootste Nederlander                  | Pim Fortuyn                   | Willem Drees Desiderius Erasmus | De winst van Pim Fortuyn leidde tot enige beroering en later werd aangevoerd dat, als er verder doorgeteld zou zijn geweest, Willem van Oranje gewonnen zou hebben. De filosoof Desiderius Erasmus, genomineerd als grootste Belg, stond bij de grootste Nederlander genomineerd als een van de hoogste tien. |
| België           | 2005 | De Grootste Belg                         | Pater Damiaan en Jacques Brel |                                 | Er waren twee verkiezingen: één door de Vlaamse omroep VRT en één door de Franstalige zender RTBF. In het Franse taalgebied werd Jacques Brel verkozen en in Vlaanderen Pater Damiaan. |
| Duitsland        | 2003 | Unsere Besten                            | Konrad Adenauer               | Maarten Luther Karl Marx        | |
| Zuid-Afrika      |      | Great South Africans                     | Nelson Mandela                | Mahatma Gandhi Desmond Tutu     | |
| Frankrijk        |      | Le Plus Grand Français de tous les temps | Charles de Gaulle             | Louis Pasteur Edith Piaf        | |
| Finland          |      | Suuret Suomalaiset                       | Carl Gustaf Mannerheim        |                                 | |
| Tsjechië         | 2005 | Největší Čech                            | Keizer Karel IV               |                                 | |
| Canada           | 2004 | the Greatest Canadian                    | Tommy Douglas                 |                                 | |
| Verenigde Staten |      | The Greatest American                    | Ronald Reagan                 |                                 | |
| Nieuw-Zeeland    | 2005 | Top 100 History Makers                   | Ernest Rutherford             |                                 | Er liepen twee lijsten naast elkaar, een met een officiële jury, een andere met tv-kijkers. |
| India            |      | Greatest Indians                         | Moeder Teresa                 |                                 | Er was geen tv-reeks. |
| Australië        |      | The Greatest Australians                 | Howard Florey                 |                                 | De hele verkiezing gebeurde op één dag. |

- De Greatest Africans of All Time werden verkozen door een tijdschrift.
- Wales verkoos zijn 100 Welsh Heroes via internet in de winter van 2003-2004.